# Analytische Sozialpsychologie
Analytische Sozialpsychologie bezeichnet die von Erich Fromm Anfang der 1930er Jahre während seiner Mitarbeit am Institut für Sozialforschung begründete Richtung der Sozialpsychologie, die eine Integration von marxistischer Soziologie und Psychoanalyse anstrebt. Demnach handelt es sich um eine psychoanalytische Sozialpsychologie, die gesellschaftliche Strukturen und Prozesse im Rückgriff auf die Gesetzmäßigkeiten beschreiben und erklären will, die insbesondere von Karl Marx und Sigmund Freud in der Entwicklung der Gesellschaft und im Menschen entdeckt wurden.
Der Sozialcharakter ist das zentrale Grundprinzip der Analytischen Sozialpsychologie von Erich Fromm. Es beschreibt den Prozess der Bildung der Charakterstruktur in Abhängigkeit von der sozioökonomischen Struktur einer Gesellschaft. Der Sozialcharakter kann – ebenso wie der Individualcharakter – nach den in ihm vorhandenen Charakterzügen oder Charaktereigenschaften beschrieben werden, die in spezifischen Charakterorientierungen manifest werden. Die Funktion des Sozialcharakters liegt darin, die Menschen einer Gesellschaft dazu zu veranlassen, mit dem Gefühl von Freiheit das gesellschaftlich Erwartete zu tun und somit den Fortbestand der Gesellschaft zu sichern. Dennoch können die charakterlichen Leidenschaften und Triebstrebungen in Konflikt mit den repressiven Strukturen einer Gesellschaft geraten.
Eine typische Analyse dieser Art ist Fromms Werk Anatomie der menschlichen Destruktivität (1973).